# تل عطية
تل عطية  قرية سوريّة تتبع إداريّاً لمحافظة حلب منطقة الباب ناحية الراعي، بلغ تعداد سكانها 128 نسمة حسب التعداد السكاني لعام 2004.